# KSMB
KSMB är ett svenskt punkband bildat 1978 i Skärholmen av bland andra sångarna Steppan Guiance och Michael Alonzo, trummisen Johan Johansson och basisten Mats Nilsson.

## Historia
Till en början hette bandet Skärholmens Gymnasiums Punkensemble, med en sättning som inkluderade gitarr, bas, trummor, såg, skedar, kastanjetter och fyra sångare. Repertoaren bestod av Sex Pistols- och The Clash-låtar med svenska texter, innan de började skriva egna.
Våren 1978 började bandet få riktiga spelningar, varav den första var på Club Cronopios på Kungsholmen. De bytte namn till KSMB – en förkortning av Kurt-Sunes med Berit – och innehöll nu en betydligt mindre uppsättning musiker. 
Bandet släppte två fullängdsalbum och tre singlar mellan 1980 och 1981 genom MNW. På det följde också mycket turnerande i landet. De gjorde sin sista spelning den 27 maj 1982 på Kamraspalatset vid S:t Eriksbron och splittrades därefter, samtidigt som de vid tillfället var MNW:s mest säljande artister.
År 1993 återförenades bandet och var aktiva fram till 1996. Anledningen var att bandets ursprungliga basist Mats Nilsson ville göra en konsert innan han skulle stråla en hörselnervstumör. Flera av bandets tidigare medlemmar ställde upp. Nilsson klarade strålbehandlingen och återföreningen resulterade i ett större antal konserter och skivan En gång till.
Under 2015 återförenades bandet för en spelning på Bråvalla festival. Den blev oavsiktligt en hyllning till den tidigare medlemmen Lars "Guld-Lars" Jonsson, som avled kort innan. Medverkande var Janne Pettersson (klaviatur), Tomas Gabrielsson (tekniker och producent), Emma Essinger (saxofon), Magnus Jonsson Szatek (trumpet), Janne Olsson (gitarr, av avlidne Guld-Lars utvald ersättare), Peter "Ampull" Sjölander (gitarr), Rickard Donatello (bas), Johan Johansson (trummor) samt Steppan Guiance och Michael Alonzo (bägge sång).
KSMB (nu endast med Steppan Guiance och Michael Alonzo) uppträdde 2015 även tillsammans med The Hives på välgörenhetsgalan Hela Sverige skramlar med låten "Tänker på dig".
I februari 2017 släppte bandet skivan Ond Saga som även följdes upp med en turné.

### Medverkande över åren
| Medverkande               | Instrument            | 1978 | 1979 | 1980 | 1981 | 1982 | 1993 | 1994 | 1995 | 1996 | 2015 | 2016 | 2017 | 2023 |
| ------------------------- | --------------------- | ---- | ---- | ---- | ---- | ---- | ---- | ---- | ---- | ---- | ---- | ---- | ---- | ---- |
| Stephan "Steppan" Guiance | Sång                  |      |      |      |      |      |      |      |      |      |      |      |      |      |
| Michael Alonzo            | Sång                  |      |      |      |      |      |      |      |      |      |      |      |      |      |
| Mats Nilsson              | Bas, piano            |      |      |      |      |      |      |      |      |      |      |      |      |      |
| Peter "Ampull" Sjölander  | Gitarr                |      |      |      |      |      |      |      |      |      |      |      |      |      |
| Johan Johansson           | Gitarr, trummor       |      |      |      |      |      |      |      |      |      |      |      |      |      |
| Mats Larsson              | Gitarr                |      |      |      |      |      |      |      |      |      |      |      |      |      |
| Lasse Lundbom             | Trummor               |      |      |      |      |      |      |      |      |      |      |      |      |      |
| John "Poppe" Schubert     | Gitarr, bas           |      |      |      |      |      |      |      |      |      |      |      |      |      |
| Johnny Sylvan             | Gitarr                |      |      |      |      |      |      |      |      |      |      |      |      |      |
|                           | Saxofon               |      |      |      |      |      |      |      |      |      |      |      |      |      |
| Lars "Guld-Lars" Jonsson  | Gitarr                |      |      |      |      |      |      |      |      |      |      |      |      |      |
| Magnus Ulvesjö            | Bas                   |      |      |      |      |      |      |      |      |      |      |      |      |      |
| Sören "Sulo" Karlsson     | Gitarr                |      |      |      |      |      |      |      |      |      |      |      |      |      |
| Patrik "Linkan" Lindquist | Klaviatur             |      |      |      |      |      |      |      |      |      |      |      |      |      |
| Ulf Broxwall              | Trummor               |      |      |      |      |      |      |      |      |      |      |      |      |      |
| Juan Avilla Moya          | Sång                  |      |      |      |      |      |      |      |      |      |      |      |      |      |
| Pekka Kangas              | Sång                  |      |      |      |      |      |      |      |      |      |      |      |      |      |
| Leif "Lillen" Liljegren   | Gitarr                |      |      |      |      |      |      |      |      |      |      |      |      |      |
| Mikael Damicolas          | Gitarr                |      |      |      |      |      |      |      |      |      |      |      |      |      |
| Jari Sirén                | Lock                  |      |      |      |      |      |      |      |      |      |      |      |      |      |
| Stefan Sundström          | Gitarr, munspel       |      |      |      |      |      |      |      |      |      |      |      |      |      |
| Tomas Gabrielsson         | Klaviatur, percussion |      |      |      |      |      |      |      |      |      |      |      |      |      |
| Björn Hallin              | Trumpet, flygelhorn   |      |      |      |      |      |      |      |      |      |      |      |      |      |
| Per Nordfeldt             | Trombon               |      |      |      |      |      |      |      |      |      |      |      |      |      |
| Gustav Horneman           | Trummor               |      |      |      |      |      |      |      |      |      |      |      |      |      |
| Jörgen "Jugglo" Wall      | Trummor               |      |      |      |      |      |      |      |      |      |      |      |      |      |
| Lars Carlsson             | Bas                   |      |      |      |      |      |      |      |      |      |      |      |      |      |
| Rikard Donatello          | Bas                   |      |      |      |      |      |      |      |      |      |      |      |      |      |
| Magnus Jonsson Szatek     | Trumpet               |      |      |      |      |      |      |      |      |      |      |      |      |      |
| Emma Essinger             | Saxofon               |      |      |      |      |      |      |      |      |      |      |      |      |      |
| Janne Pettersson          | Klaviatur             |      |      |      |      |      |      |      |      |      |      |      |      |      |
| Janne Olsson              | Gitarr                |      |      |      |      |      |      |      |      |      |      |      |      |      |
| Thomas Broman             | Trummor               |      |      |      |      |      |      |      |      |      |      |      |      |      |

## Övrigt
KSMB står för Kurt-Sunes med Berit, ett namn taget från en sketch i radioprogrammet Hemma hos, dock något feltolkad då sketchen egentligen nämnde "Stig-Sunes med Berit". I mitten av 1978 hade bandet växt, mycket på grund av sin graffiti – i var och varannan tunnelbanevagn, station, hiss och husvägg i Stockholm kunde man läsa "KSMB=VRÅLROCK".
I filmen Vi är bäst! från 2013 spelas två låtar med bandet.

## Diskografi

### Album
- 1979 – Bakverk 80 (tillsammans med Incest Brothers och Travolta Kids)
- 1980 – Aktion
- 1981 – Rika barn leka bäst
- 1994 – En gång till
- 2017 – Ond Saga
- 2020 – Bland tomtar och troll
- 2023 – Bröderna Bengtssons hatt & mössfabrik

### Singlar
- 1980 – Tidens tempo (b-sida: "Atomreggae")
- 1981 – Förord till livet (b-sida: Tänker på dig)
- 1981 – Rövarnas visa (b-sida: Polsk zchlager)
- 1981 – Schlagers nyårssingel (KSMB - Feliz Navidad / Gyllene Tider - Ingenting av vad du behöver)
- 1993 – Blickar av stål
- 1993 – Polisen grisen
- 2017 – Sverigevänner
- 2017 – Dom bränner bilar

### Samlingar, live
- 1979 – Musiknätet Waxholm 10 år: Med låten: "Torbjörns horor" *https://web.archive.org/web/20121017191543/http://www.progg.se/band.asp?ID=24&skiva=464
- 1981 – Schlagers sommarkassett: Med låten: "Oru basta"
- 1982 – Dé é för mycké
- 1989 – Sardjentpepper
- 2008 – MNW Klassiker: KSMB